# Carmencita (filme)
Carmencita  é um filme mudo estadunidense de curta metragem em preto e branco, lançado em 1894, dirigido e produzido por William K.L. Dickson, o inventor escocês que foi um dos criadores da câmera cinematográfica ao trabalhar para Thomas Edison.
Este vídeo faz parte de uma série de curtas de Edison mostrando atuações de circo e vaudeville. Mostra a dançarina Carmen Dauset Moreno, a Carmencita, passando pela rotina que desempenhava no Koster & Bial's em Nova York. De acordo com o historiador de cinema Charles Musser, Carmencita foi a primeira mulher a aparecer na frente de uma câmera cinematográfica de Edison e pode ter sido a primeira mulher a aparecer em um filme nos Estados Unidos. O filme leva o nome da dançarina que nele atua.

## Sinopse
Apresentando-se no que parece ser um pequeno palco de madeira, usando um vestido com uma saia de aro e botas de salto alto brancas, Carmencita faz uma dança com chutes e giros, um sorriso sempre no rosto.

## Produção
O filme foi produzido pelo Edison Studios, empresa que havia começado a filmar em 1890 sob a direção de um dos pioneiros do cinema, William K.L. Dickson. As filmagens ocorreram entre 10 e 16 de março de 1894, inteiramente dentro do estúdio Black Maria em West Orange, Nova Jersey, que é amplamente referido como o primeiro estúdio de cinema da América.
De acordo com o Internet Movie Database, o filme tem 15,24m de comprimento. Foi feito em um formato de 35 mm, com uma relação de 1.33: 1, sendo concebido para ser exibido por meio de um cinetoscópio.

## Status Atual
Dada a idade do filme, seus direitos autorais já expiraram e é livremente disponível na internet para download. A cópia é mantida pela Biblioteca do Congresso e pode ser visto em seu website. Uma versão alternativa, com filmagens adicionais em torno do mesmo tempo, pode ser encontrada no Google Video.
O filme também tem tido a atenção do público como o primeiro título listado no IMDb. O site atribui a cada título um código de sete dígitos; O código de  Carmencita é "tt0000001", embora não seja o filme mais antigo listado no site.

## Elenco
- Carmencita - Carmen "Carmencita" Dauset Moreno ... Ela mesma (performance solo)